# Чайле
Чайле (на македонска литературна норма: Чајле; на албански: Çajla) е село в Северна Македония, в община Гостивар.

## География
Селото е разположено в областта Горни Полог на един километър източно от град Гостивар на левия бряг на Вардар. В непосредствена близост до старото село Чайле работи мината за добив на пясък и камък „Чайле“.

## История
В обобщен списък на джизието на немюсюлманите от вилаета Калканделен от 18 юли 1628 година селото е отбелязано като Чайла, с 26 ханета (домакинства).
В XIX век Чайле е село в Гостиварска нахия на Тетовска кааза на Османската империя. В 1870 година е построена църквата „Свети Атанасий“. Андрей Стоянов, учителствал в Тетово от 1886 до 1894 година, пише за селото:
| „ | С. Чайле. Близо при селото има не голѣма Пещера и при нея развалини отъ стара църква; това мѣсто селенитѣ наричатъ „Киево“ и казватъ, че въ старо време селото имъ така се е наричало, и че Чайле било наречено подиръ. Надъ селото, върху една тумба на Суха Гора има развалини, вѣроятно, на стара стражарница. Въ старо време тукъ вървялъ пѫтя отъ Скопие за Охридъ. | “ |

Според Васил Кънчов селото през втората половина на века е изселено и е заето от албанци. Според статистиката му („Македония. Етнография и статистика“) в 1900 година Чайле има 194 жители българи християни и 355 арнаути мохамедани.
Всички християнски жители на селото са под върховенството на Българската екзархия. Според секретаря на екзархията Димитър Мишев („La Macédoine et sa Population Chrétienne“) в 1905 година в Чайла има 216 българи екзархисти и функционира българско училище. Според секретен доклад на българското консулство в Скопие 3 от 31 християнски къщи (от общо 111 къщи) в селото през юни 1906 година под натиска на сръбската пропаганда в Македония признават Цариградската патриаршия.
В 1913 година селото попада в Сърбия. Според Афанасий Селишчев в 1929 година Чайле е село в Чегранска община в Горноположкия срез и има 120 къщи с 686 жители българи и албанци.
Според преброяването от 2002 година селото има 3070 жители.
| Националност | Всичко |
| македонци    | 0      |
| албанци      | 3028   |
| турци        | 3      |
| роми         | 0      |
| власи        | 0      |
| сърби        | 0      |
| бошняци      | 0      |
| други        | 38     |

## Личности
Родени в Чайле
- Димо Трайков, опълченец участник в Кресненско-Разложко въстание в четата на Георги Пулевски
- Тодор Матев, български опълченец, ІІI опълченска дружина[10]
- Руфи Османи (р. 1960), бивш кмет на Гостивар политик и университетски професор
- Шефит Джафери (р. 1960), албански революционер, командир на Армията за национално освобождение